# 赫氏黏盲鰻
赫氏黏盲鳗，为盲鳗科黏盲鳗属的鱼类。分布於太平洋區，包括威克島、關島及夏威夷群島等海域，屬深海魚類，棲息深度在水深481至1574公尺，體長可達116公分，生活習性不明。

## 扩展阅读
維基物種上的相關：赫氏黏盲鳗